# Attick Demons
Attick Demons é uma banda portuguesa de heavy metal, fundada em 1994 em Almada, Setúbal, como Olissipo, e denominada Attick Demons em 1996. Inspira-se no heavy metal dos anos 80, e no NWOBHM, mais especificamente no Iron Maiden. Foi fundada por Miguel Ângelo (baixo), Gonçalo Pais (bateria) e Nuno Martins (guitarra).

## História

### Fundação como Olissipo (1994-1996)
A história da banda começa dois anos antes de sua fundação oficial como Attick Demons, em 1994, na Rua Santa Marta, coração de Lisboa. No sotão dos pais de Miguel Ângelo (baixista), este e seus amigos Gonçalo Pais, baterista, e Nuno Martins, guitarrista, reuniam-se nos fins de semana. Eles se reuniam para expressar sua paixâo, a música, com grande influência do NWOBHM, sem saber que isso iria se tornar numa das maiores bandas portugesas de heavy metal. Surgia a banda Olissipo. Convidaram Hugo Mascarenhas para ser o vocalista, e assim surgiu a banda, com seus dois primeiros temas: War Cry e No Pride. Em 1996, surge o convite para Luís Figueira integrar a banda, e assim conseguiram fechar uma banda completa.
Em março de 1996, gravaram a primeira demo: "Demo-Tape 96", nos estúdios JAP em Sacavém. Durante as gravações, a banda percebeu que aquilo não era mais apenas um grupo de amigos a experimentar a música, e sim o surgimento de uma banda. Então surgiu uma necessidade de alterar o nome da banda para algo mais "metal". Com isso, eles se apelidaram de Attick Demons. "Attick", grafia incorreta de "attic", significa sótão, e "demons" significa demônios, pois a banda se apelidou assim devido ao barulho que fazia desde a manhã cedo com suas músicas. A grafia incorreta se deu por um erro de Luís, que depois justificou dizendo que Megadeth e Helloween também estão errados, porém ninguém reclama.

### Attick Demons, troca de membros e primeiro EP (1997-2010)
Hugo e Miguel saíram da banda em 1997, o que deu lugar para a entrada de Nélson Martins no baixo e Artur Almeida no vocal. A entrada de Artur foi quase um acaso: ele foi levado para um ensaio da banda por Miguel, seu amigo, que o ouviu cantar no quartel onde ambos eram bombeiros. Luís não estava nesse ensaio, porém quando os outros membros mostraram-no a fita com a voz de Artur, não restou dúvidas que aquele seria o novo vocalista da banda. Artur é um fã de AC/DC, e percebe-se sua inspiração na banda durante os vocais.
Com esta formação, a banda lançou mais uma fita demo, com músicas originais, sendo elas “Visions”, “The Believer”, “It Was You”, “Attick Demons”, e um cover de Carry On, do Manowar. Com este lançamento, a banda começou a fazer shows ao vivo, e logo percebeu-se a necessidade de algo maior, então começaram a compor o primeiro EP.
Em 1998, Nélson, recém chegado, saiu para a entrada de Antônio Durães. O EP, denominado Attick Demons, foi lançado em 2000 e foi muito aclamado pelos fãs do heavy metal, e com isso a banda fez shows nacionais e internacionais. Para a gravação do EP, a banda teve como músico convidado João Costa, tecladista, que saiu da banda no final de 2001. Uma nova demo foi gravada em 2003, já de olho num LP (disco completo), que viria a ser lançado apenas em 2011.
Em 2004, houve uma nova alteração na formação da banda, com a saída de Antônio Durães para a entrada de João Clemente. No mesmo ano, entrou Hugo Monteiro para o lugar de Nuno Martins, que viria a regressar em 2007.

### "Atlantis" e "Let's Raise Hell" (2011-2016)
Com esta formação, contendo Nuno, em 2011 foi gravado o primeiro LP, "Atlantis", que foi lançado pela Pure Steel Records. Esse LP contou com participação especial de músicos conhecidos, como Paul Di'Anno, ex-Iron Maiden, e Ross The Boss, do Death Leather e Manowar. A crítica foi extremamente positiva, e com esse LP a banda se apresentou em diversos shows pela Europa, desde Portugal à Eslovênia. As músicas de mais destaque no álbum foram "City of Golden Gates", "The Flame of Eternal Knowledge" e "Back in Time".
Em 2015 houve uma alteração na bateria, com a saída de Gonçalo Pais para a entrada do brasileiro Ricardo Allonzo, que trouxe novas ideias e estilos para a banda. Com esta formação, começaram a trabalhar no segundo LP, "Let's Raise Hell", que foi lançado em 2016, e contou com participação especial de Chris Caffery, do Savatage. Este álbum é diferente do anterior, com sonoridade mais pesada.
Segundo Luís Figueira em entrevista, a gravação desse álbum foi complicada para a banda, quase a pondo um fim:
| “                | “Durante a gravação houve momentos mais difíceis (gravação e mixagem), ideias muito diferentes dos diversos membros, alterações na banda, foi uma fase não muito boa. Foi colocada a hipótese de acabar com a banda, o que aconteceu por dois dias (risos). Elementos menos comprometidos com o projeto, faltas aos ensaios, falta de investimento pessoal. Foi um parto difícil” | ” |
| — Luís Figueira, | |   |

### Mais trocas e "Daytime Stories, Nightmare Tales" (2017-presente)
Hugo Monteiro e Ricardo Allonzo saíram da banda em 2015 e 2016, respectivamente. Ricardo Oliveira assumiu então a bateria. Em 2020, com a formação que segue até hoje, foi gravado o álbum "Daytime Stories, Nightmare Tales", que conta com músicas como "The Contract", "Hills of Sadness" e "Make Your Choice".

## Influência
A banda é essencialmente influenciada pelo heavy metal, e mais especificamente pelo NWOBHM. Possui uma sonoridade extremamente semelhante ao Iron Maiden dos anos 80, porém com alguns elementos do metal atual.

## Integrantes
| Atuais - Artur Almeida – vocais (1997-presente) - João Clemente – baixo (2004-presente) - Nuno Martins – guitarra rítmica e guitarra solo (1994-2004, 2007-presente) - Ricardo Oliveira – bateria (2016-presente) - Luís Figueira - guitarra rítmica e guitarra solo (1994-presente) Membros convidados - João Costa - teclado (2000-2001) - Paul Di'Anno (ex-Iron Maiden) - vocais (2011) - Ross The Boss (Manowar) - guitarra (2011) - Chris Caffery (Savatage) - guitarra (2016) | Ex-membros - Miguel Ângelo - baixo (1994-1997) - Gonçalo Pais - bateria (1994-2015) - Hugo Mascarenhas - vocais (1994-1997) - Nélson Martins - baixo (1997-1998) - Antônio Durães - baixo (1998-2004) - Hugo Monteiro - guitarra (2004-2015) - Ricardo Allonzo - bateria (2015-2016) |

## Discografia
Demos e EPs
- Demo-Tape 96 (1996)[1]
- Attick Demons (2000)[1]
- Atlantis (demo) (2003)[1]

Álbuns de estúdio
- Atlantis (2011)[2][1]
- Let's Raise Hell (2016)[2][1]
- Daytime Stories, Nightmare Tales (2020)[2]